# Canchungo
Canchungo  este un oraș  în regiunea Cacheu, Guineea-Bissau.